# Moonlight Point
Der Moonlight Point ist die nordwestliche Landspitze von Aspland Island im Archipel der Südlichen Shetlandinseln.
Teilnehmer der britischen Joint Services Expedition to the Elephant Island Group (JSEEIG, 1976–1977) benannten ihn anlässlich einer Kanufahrt von O’Brien Island nach Aspland Island, bei der ihnen die Landspitze als Silhouette im Mondlicht erschien.